# Blankstarr
Blankstarr (Carex otrubae) är en flerårig gräslik växt inom starrsläktet och familjen halvgräs. Blankstarr är ett tättuvat halvgräs, med blekbruna basala slidor som är svagt upprispade. Dess blågrönaktiga bladen blir från fyra till tio mm breda och snärp som är längre än brett. Blankstarrens trekantiga strån är vassa med plana sidor. Dess gulgröna axsamling är cylindrisk och rätt smal. Axens stödblad blir en till fem cm långa och bladlika. De blekt gulbruna till rödbruna axfjällen blir fyra till fem mm. Fruktgömmen blir från fem till sex mm, är glänsande grönbruna till mörkbruna och har tydliga nerver på båda sidor. Fruktgömmets näbb är lika grunt kluven på båda sidor och något sträv. Cellerna på fruktämnets yta är rektangulära. Blankstarr blir från 30 till 75 cm hög och blommar från juni till juli.

## Utbredning
Blankstarr är ganska vanlig i Norden och återfinns vanligtvis på fuktig till blöt, näringsrik lerjord, helst nära kusten, såsom kärr, strandängar, pölar, dammar och gamla stenbrott. Dess utbredning i Norden sträcker sig till Öland, Gotland, några områden längs södra kusten i Sverige, Åland, längs hel södra kusten i Norge samt stora delar av Danmark.

## Synonymer
- (Carex cuprina)
- (Carex nemorosa)